# San Javier (Chile)
San Javier, vollständig San Javier de Loncomilla, ist eine Stadt und Gemeinde in der Provinz Linares in der Región del Maule in Chile. Bei der Volkszählung im Jahr 2017 hatte sie 45.547 Einwohner. Die Gemeinde erstreckt sich über eine Fläche von 1313,4 km².

## Geografie
Sie liegt 24 km südlich von Talca und 31 km nördlich von Linares. Die Stadt liegt am rechten Ufer des Río Loncomilla, der einen Süd-Nord-Lauf hat. Ein paar Kilometer nördlich von San Javier liegt der große Fluss Río Maule, dessen Hauptzufluss der Río Loncomilla ist. Durch die Stadt selbst fließen die kleineren Flüsse Estero Chanquico und Canal Pando. Östlich der Stadt befindet sich die Fernverkehrsstraße Ruta 5.

## Geschichte
Sie wurde am 18. November 1852 als Villa de San Javier de Loncomilla gegründet. Am 11. Dezember 1873 wurde sie die Hauptstadt des Departements Loncomilla und im Januar 1874 wurde die Gemeinde San Javier gegründet, die für die lokale Verwaltung des Departements zuständig war. Manuel Antonio Errázuriz wurde im Januar 1874 zum ersten Bürgermeister von San Javier ernannt.

## Bevölkerung
Laut der Volkszählung des Nationalen Statistikinstituts von 2002 hatte San Javier 37.793 Einwohner (18.827 Männer und 18.966 Frauen). Davon lebten 22.004 (58,2 %) in städtischen Gebieten und 15.789 (41,8 %) auf dem Land. Zwischen den Volkszählungen von 1992 und 2002 wuchs die Bevölkerung um 6,2 % (2206 Personen). Im Jahr 2017 zählte man 45.547 Personen.